# Спенсер (Небраска)
Спенсер (енгл. Spencer) град је у америчкој савезној држави Небраска.

## Демографија
По попису из 2010. године број становника је 455, што је 86 (-15,9%) становника мање него 2000. године.
| Група             | 2000.       | 2010.       |
| Белци             | 539 (99,6%) | 427 (93,8%) |
| Афроамериканци    | 0 (0,0%)    | 1 (0,2%)    |
| Азијати           | 0 (0,0%)    | 7 (1,5%)    |
| Хиспаноамериканци | 0 (0,0%)    | 13 (2,9%)   |
| Укупно            | 541         | 455         |